# Monumento al Gabbiano Jonathan Livingston
Monumento al Gabbiano Jonathan è un monumento di San Benedetto del Tronto, nelle Marche, in Italia.

## Il monumento
Realizzato dall'artista giuliese Mario Lupo nel 1986, per iniziativa del "Circolo dei Sambenedettesi". Il monumento a il gabbiano Jonathan Livingston, protagonista del libro di Richard Bach, sorge lungo la passeggiata del Molo sud del Porto di San Benedetto del Tronto, nel contesto del MAM - Museo d'Arte sul Mare, quella che è stata ribattezzata "La strada di Jonathan".L'opera, proiettata per 8 metri, racchiude in un cerchio azzurro la vita dei gabbiani e delle acque. È il simbolo della operosità generosa e della tenacia tipiche della gente di mare, abituata ad affrontare e superare silenziosamente ostacoli e difficoltà.